# Alexander Home (9e comte de Home)
Le révérend Alexander Home, 9e comte de Home (décédé le 8 octobre 1786) est un noble et ecclésiastique écossais. 

## Biographie
Il est le deuxième fils d'Alexander Home, 7e comte de Home et de Lady Anne Kerr, la fille du lieutenant-général William Kerr et de Lady Jane Campbell. Il devient 14e Lord Home, 9e Lord Dunglass et 9e comte de Home à la mort de son frère aîné, William en 1761 . 
Il épouse d'abord, en 1757, Primrose Elphinstone, fille de Charles, 9e Lord Elphinstone et Elizabeth Primrose. Le couple a un fils, William, Lord Dunglass, qui sert comme officier dans les Coldstream Guards pendant la guerre d'indépendance des États-Unis, et qui est décédé vers le 17 mars 1781, des blessures reçues lors de la bataille de Guilford Court House. 
Lord Home épouse ensuite sa cousine Marion Home, fille de l'hon. James Home et Zerobabel Haig de Bemersyde. 
Il épouse en troisièmes noces, le 10 février 1768, Abigail Browne Ramey, fille de John Ramey de Yarmouth. Le couple a deux filles et un fils, Alexander Ramey-Home, qui lui succède au comté. 